# Semifinalele Cupei Estoniei

## Semifinale
- Tabel cu echipele care au jucat, barem o semifinală în Cupa Estoniei, mai puțin combatantele din Tallinn, Flora și Levadia, și Trans Narva din Narva, care sunt net superioare celorlalte echipe în această competiție.

| Club Sportiv | Apariții | Sezoane                                                                |
| --- | -------- | ---------------------------------------------------------------------- |
| TVMK Tallinn a | 12       | 1993, 1995, 1996, 1997, 1999, 2000, 2002, 2003, 2004, 2005, 2006, 2007 |
| Tammeka | 7        | 2006, 2008, 2010, 2013, 2016, 2017, 2023                               |
| Nõmme Kalju | 7        | 2009, 2013, 2015, 2019, 2022, 2024, 2025                               |
| Tulevik | 5        | 1998, 1999, 2000, 2007, 2021                                           |
| Paide | 5        | 2012, 2015, 2017, 2022, 2024                                           |
| Sadam a | 3        | 1995, 1996, 1997                                                       |
| Lantana a | 3        | 1996, 1997, 1998                                                       |
| Flora II | 3        | 2008, 2015, 2018                                                       |
| Sillamäe Kalev | 3        | 2009, 2011, 2016                                                       |
| Tallinna JK | 3        | 1938, 1939, 1940                                                       |
| Esta Tallinn | 3        | 1938, 1939, 1940                                                       |
| Viimsi⁠(d) | 3        | 2014, 2016, 2024                                                       |
| Tallinna Kalev | 3        | 1939, 2020, 2025                                                       |
| Norma a | 3        | 1993, 1994                                                             |
| Eesti Põlevkivi a | 3        | 1993, 1996                                                             |
| Lootus a | 3        | 2001, 2010                                                             |
| Infonet a | 3        | 2014, 2017                                                             |
| Elva ⁠(d) | 3        | 2019, 2020                                                             |
| Tervis Pärnu a | 1        | 1938                                                                   |
| Tallinna Sport a | 1        | 1938                                                                   |
| THK Narva a | 1        | 1939                                                                   |
| Vigri a | 1        | 1993                                                                   |
| Dünamo | 1        | 1994                                                                   |
| Levadia II | 1        | 2002                                                                   |
| Lasnamäe | 1        | 2011                                                                   |
| Santos Tartu | 1        | 2014                                                                   |
| Narva United b | 1        | 2017                                                                   |
| Tabasalu⁠(d) | 1        | 2023                                                                   |
| Cele mai multe semifinale : Flora = 22, Narva Trans = 22, Levadia = 17 ! Inclusiv 2025 a = Clubul s-a desființat \| b = A devenit echipa a doua pentru Narva Trans II |          |                                                                        |